# Пам'ять світла
Пам'ять світла — чотирнадцята й остання книга з фентезійної саги Роберта Джордана і Брендона Сендерсона «Колесо часу». Книга вийшла 8 січня 2013 року, електронна книга — 9 квітня 2013 року. 

## Короткий виклад змісту
У пролозі армії Вестленду збираються перед Останньою битвою, збираються також сили Пітьми. Прокляті організовують рейд на Кемлін, тролоки повинні захопити перші гармати, які винайшли спільною працею Мат Каутон, королева Елейн Траканд та ілюмінатор Алудра. Талманес Деловінд із Загоном Червоної руки проводить контатаку й успішно вивозить гармату з міста, але Кемлін втрачено. До сил Світла приходять люди зі всього світу, відчуваючи кінець усього, а Пітьма вітає у своїх лавах нового Проклятого, який отримав це звання, залучивши до Темряви багато чоловіків, знатних каналювати, Мазріма Таїма, якого тепер звуть М'Хейл. 

### Меррілорські поля
Відроджений Дракон Ранд Аль-Тор готовиться до ради народів Заходу на Меррілорських полях. Він намагається переконати всіх взяти участь в Останній битві. Мат повернувся в Ебу-Дар, отримавши завдання відшукати Туон, але місто кишить найманими вбивцями, яких підіслав один із її генералів. У Чорній Вежі холодна війма між Таїмом та Логейном перейшла в стадію відкритого конфлікту. Логейн зник, а Таїм використовує спонукання, щоб навернути людей до Темряви. Деякі з ашаманів залишилися вірними Логейну, вони намагаються визволити його.
Ранд проводить раду, чимало правителів підтримують його план, інші проти, зокрема амірлін Егвейн аль-Вір. Його план отримав назву Драконів мир. Його суть —  зафіксувати всі границі й припинити війни, а потім зламати всі печаті від в'язниці Темного. План викликає суперечки. Лише, коли з'являється Муарейн Дамодред і цитує Пророцтва Дракона, правителі народів погоджуються. Егвейн, проте, вирішує не тільки згодитися на план, а й зламати печаті власноруч. Аїли вимагають взяти участь в угоді, їх записують як арбітрів при конфліктах.  Елейн Траканд зауважила, що мир неможливий, якщо в ньому не підпишуться шочани, Ранд погоджується отримати від них підпис і призначає Елейн головнокомандувачем сил Світла.

### Війна
Елейн розподілила свої сили на чотири фронти: андорці та кайрхеяни повинні відбити Кемлін. Егвейн на чолі айз седаї повинна йти на підкріплення Кандору, Лан Мандрагоран та воскресла нація Малкієру повинна з допомогою інших військ Пограниччя втримати Тарвінів прохід. Нарешті, Ранд на чолі війська, що складається в першу чергу з аїлів, повинен атакувати сам Шайол-Гул і зійтися віч на віч з Темним. До кожного з напрямків Елейн приписала Великих воєвод: Гарета Бріна послала в Кандор, Агелмара Джагада в Тарвінів прохід, Родела Ітуралде в Шайол-Гул і Даврама Башера залишила при собі в Кемліні. 
Війна на всіх фронтах йде на межі відчаю. Особливо потерпає Елейн. Вона повинна швидким рішучим ударом захопити Кемлін, а потім спішити на підтримку Кандору й Тарвіновому проходу. Командувачі військ роблять грубі помилки, що призводить до важких наслідків. Причина цього в тому, що Грейдал, реінкарнована в надзвичайно потворне тіло, підкорила їх собі через спонукання. Втім, Ранду вдається заручитися підтримкою шончан, зустрівшись із Туон в Ебу-Дарі й переконавши її, що він, як Льюз Терін, правив колись усім світом, а, отже, перевищує її за станом. Вона погоджується на умови Драконового миру з кількома поправками щодо людей здатних каналювати. Шончани приєднуються до битви. Поряд із шончанським командування їх веде Мат.
Ранд зі своїми силами рушає до Ями Долі, тоді як інші повинні захищати ущелину, доки він не завершить свою справу. Ранд узяв з собою тільки Муарейн, Найнів аль-Міру та потужний са'ангріл Калландор. Його зустрічає Морідін, і вони починають герць, який переривається тільки тоді, коли Ранд наближається до діри в плетиві  й вступає в безпосередній контакт із Темним. Перін Айбара входить в Тел'аран'ріод, щоб захистити Ранда від Убивці. Йому несподівано допомагає Ланфір, яка, вочевидь, бачить у ньому чимало з того, що їй подобалося в Льюсі Теріні. Незважаючи на колишню перемогу на Убивцею, цього разу Перрін отримує важку рану й змушений відступати. Нарешті, Рандів план зламати печатки в'язниці Темного натикається на перешкоду — Егвейн виявила, що печатки зникли. Це агенти Темряви зуміли підмінити їх репліками, і тепер вони можуть звільнити Темного тоді, коли їм це буде вигідно. 
Війська Елейн підпалюють Кемлін, змушуючи тролоків піти за ними. Але через помилки Башера, сили Елейн застрягли, і їх переслідують не лише кемлінські тролоки, а нова сила з півночі. Тільки завдяки несподіваній допомозі Логейна та його вірних аша'манів, їм пощастило врятуватися. Оборонців Тарвінової ущелини витіснили в Шиєнар, а в Кандорі Егвейн із іншими айз-седай трималися проти тролоків, доки не отримали неподіваний удар. Висадилися війська Шари, про яку раніше згадувалося, але яка досі не відігравала ролі в оповіді. Шаранці захопили чимало айз-седай. На чолі шаранців Бао Дикий, харизматичний лідер, який виявився Демандредом, єдиним із Проклятих, плани якого досі не розкривалися. На виручку приходять Мат із шончанами, але справа ускладнюється спонуканням, накладеним на Брина. Зрозумівши, що медальйон із зображенням голови лисиці робить Мата єдиною людиною у світі, на яку спонукання не діє, Егвейн доручає йому командування. Оцінивши втрати, Мат вирішує зібрати залишки військ на Меріллорських полях для Останньої битви.

### Остання битва
Мат мав приблизно тиждень на укріплення позицій. Він зробив усе, що можна було зробити, але довгі важкі битви виснажили його війська до краю. Йому протистоїть Демандред, один із найвизначніших полководців Епохи Легенд. В його розпорядженні сотні айз-седаї, як чоловіків, так і жінок, як із Шари, так і навернуті М'Хайлом. І тролоків у нього здається невичерпний запас. 
Розпочалася битва, і Мат розсилає накази. Йому швидко стало ясно, що Темрява має шпигуна в його лавах, а тому він змушений відійти від утвердженого плану й імпровізувати. Демандред прибув із 72 зв'язаними айз-седаї і са'ангрілом, що збільшує загальну потужність. Вони завдали нищівного удару силам Світла, зокрема драконовим гарматам Мата. Щоб заманити Демандреда, Мат організовує привселюдну сварку із Туон, і шончани покидають поле бою. Перріна вилікували й він повернувся у Світ Снів, щоб продовжити поєдинок із Убивцею. У Шайол-Гулі Авієнді та іншим аїлам доводиться несолодко проти Грейндал. А Ріг Валіра загубився в Загублених землях.   
Демандред із М'Хайлом продовжують завдавати нищівних ударів. Демандред безперестанку викликає Ранда на бій. Гавін Траканд збагнув, що навколо нього гуртуються сили Темряви, й нападає на нього. Попри своє уміння й свій тер'ангріл, він не рівня одному з Проклятих, і отримує смертельну рану. Його старший брад Галад Дамодред, лорд капітан-командор білих клобуків, отримав важку рану, намагаючись зробити теж ж саме. Шаранці нападають на командний пункт Мата, загинула Сюань Санче. Гарет Брін зовсім знавіснів і незабаром загинув сам. Друзі Темрями на чолі з Дойлін Меллар убили Бірджітт і організували видиво, в якому Елейн лежить мертвою біля коня. Файле зуміла здобути Ріг і віддала його Олверу, а сама кинулася навтьоки, відволікаючи від нього переслідувачів. Олвер жене Белу до Мата, але тролоки вбили кобилу й оточили його самого.
Андрол і Певара зуміли вислідити М'Хайла й викрасти в нього печатки від в'язниці Темного. Егвейн, попри розпач від смерті Гавіна, попри виснаження, просить Лейвліна Безкорабельного стати її стражем і виходить проти М'Хайла.  Він використав проти неї пекельний вогонь, але вона у відповідь застосувала вогонь Валона, що відновлює пошкоджений узор. Надмірне напруження вбило Егвейн, але вона забрала з собою М'Хайла та багатьох шаранців. Галад передав Лану копію Матового медальйона, що захищає від каналювання, і Лан зміг убити Демандреда у поєдинку на мечах. Олвер у розпачі сурмить у Ріг Валіра, викликаючи Бірджітт та інших Героїв Рогу, що дало їй змогу вбити Меллар і врятувати Елейн. З допомогою Героїв та шончанського підкріплення, а шончани повернулися, коли Мін вказала на Могедьєн, Мат знищує ворога.

### Шайол-Гул
Шай'тан та Ранд вступили в герць за межами плетива доль, будуючи своє бачення того, яким буде світ після Останньої битви й намагаючись збороти волю один одного. Шай'тан показує Ранду спотворений світ, що відповідає уявленням більшості людей про життя при владі Темряви. Ранд відовідає видінням людства, що здолало Пітьму й процвітає. Шай'тан показує Ранду світ, який на перший погляд, процвітає, але, роздивившись, Ранд відчуває, що люди в ньому не мають ні співчуття, ні свідомості взагалі.  Нарешті, Ранд показує Шай'тану світ, де Пітьми нема зовсім. Цей світ здається утопією, але, зустрівши в ньому Елейн, він розуміє, що їй чогось не вистачає, вона виглядає порожньою. Ранд питає Шай'тана, що він зробив із цим світом, але Шай'тан змушує його глянути правді в очі — нічого він не робив. Шай'тан відбирає від людей усе добре, і це нівелює їх, але те ж саме трапиться, якщо відібрати в них Пітьму.  
У Шайол-Гул пробираються Мат Каутон з Олвером, Перрін продовжує полювати на Вбивцю у світі снів, хоча й уже знає, що Файле пропала на полі бою. Перрін та Вбивця зустрічаються в Ямі Долі, і Перріну нарешті вдається убити свого противника.  Він ледь не потрапив під Ланфірине спонукання. Ланфіра намагається убити Ранда зі світу сну, щоб отримати Калландор і звільнити Темного в критичний момент, за що він назве її найвищою серед найвищих. Але контроль Перріна над світом снів дозволив йому ослабити спонукання й посилити кохання до Файле, тож він зламав Ланфірі шию, взявши на себе тягар убивства жінки. Мат зустрічається із Паданом Фейном. Те, що він вилікувався від загнивання душі, виробило в ньому імунітет. Він убиває Фейна його власним кинджалом. Олвер за допомогою Рогу Валіра відправляє в небуття залишки сил Пітьми, а поранена Авієнда сходиться один на один із Грейндаль. Вона зуміла повернути спонукання проти агресора, і Грейндаль стає її рабинею.    
Ранд повертається у світ, і його герць із Морідіном починається знову. Морідіну вдається захопити Калландор і зрозуміти, що він може підсилити справжню силу. Проте, Ранд передбачив такий поворот, він знає, що жінка може взяти під контроль чоловіка з Калландором. Тож, за допомогою Муарейн та Найнів, він заволодіває розумом Морідіна й використовує його силу, щоб створити велетенський вир у плетеві доль. Побачивши цей сигнал, Логейн виконує заповіт Егвейн — ламає перчатки. В'язниця Темного відчиняється, і Ранд використовує усі три сили, щоб втягнути Шай'тана в світ і вбити його. Але він розуміє, що тоді люди будуть добрими й порожніми. Тож він викидає Шай'тана за плетиво доль і латає Діру в ньому, ізолюючи його навіки.

### Епілог
Без впливу Темного Прокляті землі розсмоктуються. Мат знову сходиться з Туон, вона чекає дитину. Перріна мучить сумління: він кинув дружину напризволяще, щоб допомогти Ранду. Перрін шукає її і знаходить живою під горою мертвих тролоків. Даврам Башер та його дружина померли, і тепер Перрін та Файле перші претенденти на трон Салдеї. Лоял намагається відшукати їх, щоб доповнити свою книгу. Кадсуане на свій жах обрана амірлін, а Могедьєн, єдину з проклятих, що залишилися в живих, захопила сул'дам, використавши дірку в умовах Драконового миру. Том і Муарейн, Лан і Найнів збираються навколо Ранда, який повільно помирає від ран, хоча Найнів з Муарейн зуміли витягти його разом із Морідіном із Діри. Перрін пропонує покликати Елейн, Мін та Авієнду. 
Ранд помер, і для нього споруджують поховальне вогнище. Але він не зовсім помер. Ранд, виявляється, використав явище, про яке згадувалося в «Короні мечів» — зв'язав своє тіло й душу з Морідіном подвійним зв'язком. Світ повірив, що Відроджений Дракон загинув в Останній битві, але Елейн, Мін та Ав'єнда знають, що це не так. Кадсуане теж збагнула це, коли побачила, як Морідін іде з похорону. Тепер він уже не Відроджений Дракон і не може використовувати єдину силу, але має здатність діяти на світове плетиво безпосередньо. Так він покидає Шайол-Гул, зустрічаючи Четверту Еру.

## Виноски
1. ↑  Denzel, Jason. AMOL Prologue Now Available. Dragonmount. Процитовано 19 вересня 2012. {{cite web}}: Недійсний |deadurl=403 (довідка)
2. ↑  Архівована копія. Архів оригіналу за 8 травня 2013. Процитовано 6 лютого 2013.{{cite web}}:  Обслуговування CS1: Сторінки з текстом «archived copy» як значення параметру title (посилання)
3. ↑  http://www.npr.org/2012/12/29/168075551/exclusive-first-read-a-memory-of-light-by-robert-jordan-and-brandon-sanderson